# Mystery of Love
"Mystery of Love" (tạm dịch: "Sự bí ẩn của tình yêu") là một bài hát do nam ca sĩ kiêm sáng tác nhạc người Mỹ Sufjan Stevens sáng tác và trình bày, đồng thời được sản xuất bởi Thomas Bartlett. Bài hát được Stevens tự phát hành ở định dạng kỹ thuật số dưới sự cấp phép của Madison Gate Records và Sony Classical vào ngày 1 tháng 12 năm 2017. Luca Guadagnino, đạo diễn của bộ phim ra mắt năm 2017 Call Me by Your Name, đã tiếp cận với nam ca sĩ để nhờ anh tham gia vào bộ phim trong vai trò của một người dẫn chuyện, nhưng Stevens từ chối điều này và thay vào đó, anh đồng ý thu âm một ca khúc nhạc phim. Stevens được trao toàn bộ quyền chỉ đạo về mặt sáng tạo trong quá trình sáng tác, và anh lấy cảm hứng từ kịch bản của bộ phim cũng như tiểu thuyết cùng tên của André Aciman. Bài hát là một ca khúc nhạc acoustic, với phần lời mô tả sự lãng mạn và ám chỉ mối quan hệ giữa hai nhân vật Elio and Oliver trong bộ phim. Lời bài hát cũng nhắc tới tiểu bang Oregon, những chú chim và Kitô giáo.
Video âm nhạc của bài hát ra mắt vào ngày 4 tháng 1 năm 2018 trên kênh YouTube của Pitchfork. Video gồm một số đoạn phim lấy từ bộ phim và những đoạn phim về các tác phẩm nghệ thuật được ghi hình tại Bảo tàng Khảo cổ Quốc gia ở Naples. Bài hát được đưa vào đoạn phim quảng cáo cho bộ phim và vào trong một cảnh phim mà Elio và Oliver đi leo núi ở Bergamo. Bài hát cũng nằm trong nhạc phim chính thức của bộ phim cùng với hai bài hát được Stevens chấp bút ("Futile Devices" và "Visions of Gideon"). Bài hát nhận được đa số những đánh giá tích cực từ các nhà phê bình âm nhạc.
"Mystery of Love" đã nhận được đề cử của một số giải thưởng, trong đó có Giải Lựa chọn của Nhà phê bình Điện ảnh, Giải của Hiệp hội các nhà phê bình phim Georgia và Giải của Hội những nhà giám sát âm nhạc. Bài hát cũng được Viện Hàn lâm Khoa học và Nghệ thuật Điện ảnh đề cử Giải Oscar cho ca khúc trong phim hay nhất. Bài hát cũng nhận được đề cử Giải Grammy cho Ca khúc nhạc phim hay nhất tại lễ trao giải Grammy lần thứ 61. Về mặt thương mại, "Mystery of Love" đã hiện diện trên bảng xếp hạng Billboard Hot Rock Songs và có vị trí trên các bảng xếp hạng thu âm chính tại Pháp, Hungary, Bồ Đào Nha và Scotland.

## Ý tưởng và phát triển
–Luca Guadagnino nói về quyết định làm việc với Sufjan Stevens của ông trong Call Me by Your Name.
Sufjan Stevens là tác giả của "Mystery of Love". Trong một bài phỏng vấn, đạo diễn và nhà sản xuất của bộ phim Luca Guadagnino cho biết dù ông thường tự tay lựa chọn âm nhạc cho các bộ phim của mình, ông muốn tìm một "người kể chuyện cảm xúc cho bộ phim" thông qua âm nhạc. Ông cũng muốn âm nhạc phải có sự kết nối với nhân vật chính Elio, một nghệ sĩ piano trẻ thích chuyển biên và cải biên những tác phẩm âm nhạc để đưa mình đến gần hơn với người yêu của anh, Oliver. Ông mô tả rằng quá trình là một thử thách do Stevens là một "người rất dè dặt trong vai trò của một nghệ sĩ". Guadagnino cuối cùng đã thuyết phục được anh thực hiện phần âm nhạc cho bộ phim và cung cấp cho anh kịch bản cũng như cuốn tiểu thuyết của André Aciman, nền tảng của bộ phim, để tìm cảm hứng. Stevens cũng được truyền cảm hứng sau khi thảo luận với Guadagnino về kịch bản và các nhân vật của câu chuyện. Stevens được trao toàn bộ quyền kiểm soát sáng tạo khi viết nhạc và anh rất biết ơn vì điều này. Với cơ hội làm việc lần này, anh cũng cảm ơn việc Guadagnino vì đã sẵn lòng tin tưởng người khác. Dù chỉ được yêu cầu chấp bút một bài hát cho Call Me by Your Name, Stevens đã viết cho Guadagnino hai bài ("Mystery of Love" cùng với "Visions of Gideon") và chúng đều được sử dụng.
The Hollywood Reporter lần đầu đưa tin về sự tham gia của Stevens trong nhạc phim của bộ phim vào tháng 1 năm 2017. Tuy Stevens trước đó đã từ chối vai trò thuyết minh cho bộ phim, Guadagnino lại gọi đùa nam ca sĩ là người kể chuyện của bộ phim, nói rằng anh đã làm trọn vẹn vai trò của "một kiểu người kể chuyện mà thể hiện được chính xác tinh thần của cuốn sách [và] bộ phim, [giống như] từ câu chuyện của Elio". "Mystery of Love" lần đầu xuất hiện trong trailer của Call Me by Your Name, ra mắt ngày 1 tháng 8 năm 2017. Stevens đóng góp tổng cộng ba bài hát trong album nhạc phim: "Mystery of Love", "Visions of Gideon" và một bản phối lại của bài hát phát hành năm 2010 "Futile Devices", một ca khúc vốn nằm trong album phòng thu thứ sáu của anh, The Age of Adz. Sự tham gia của anh trong Call Me by Your Name đánh dấu lần đầu tiên Stevens đóng góp cho nhạc phim của một bộ phim điện ảnh. Nhạc phim của bộ phim được phát hành vào ngày 3 tháng 11 năm 2017 bởi Madison Gate Records, trong khi "Mystery of Love" lại được tự phát hành thành đĩa đơn vào ngày 1 tháng 12 năm 2017 trên các nền tảng trực tuyến như iTunes Store, dưới sự cấp phép của Madison Gate Records và Sony Classical.
Vào tháng 2 năm 2018, có thông báo cho biết "Mystery of Love" được phát hành dưới dạng vật lý ở các phiên bản đĩa vinyl 10" giới hạn, như là một phần trong các sản phẩm phát hành đặc biệt của Ngày Cửa hàng Ghi âm tại Hoa Kỳ. Ngoài ảnh bìa mới lấy từ bộ phim, đĩa đơn cũng đi kèm với các ca khúc ở Mặt A và mặt B, "Visions of Gideon" và bản phối lại ca khúc "Futile Devices" của Doveman. Lượng đĩa vinyl nhập về khi đó chỉ giới hạn ở mức 10.000 bản và từng bìa bọc đĩa vinyl được gán nhãn riêng biệt.

## Sáng tác và ý nghĩa ca từ

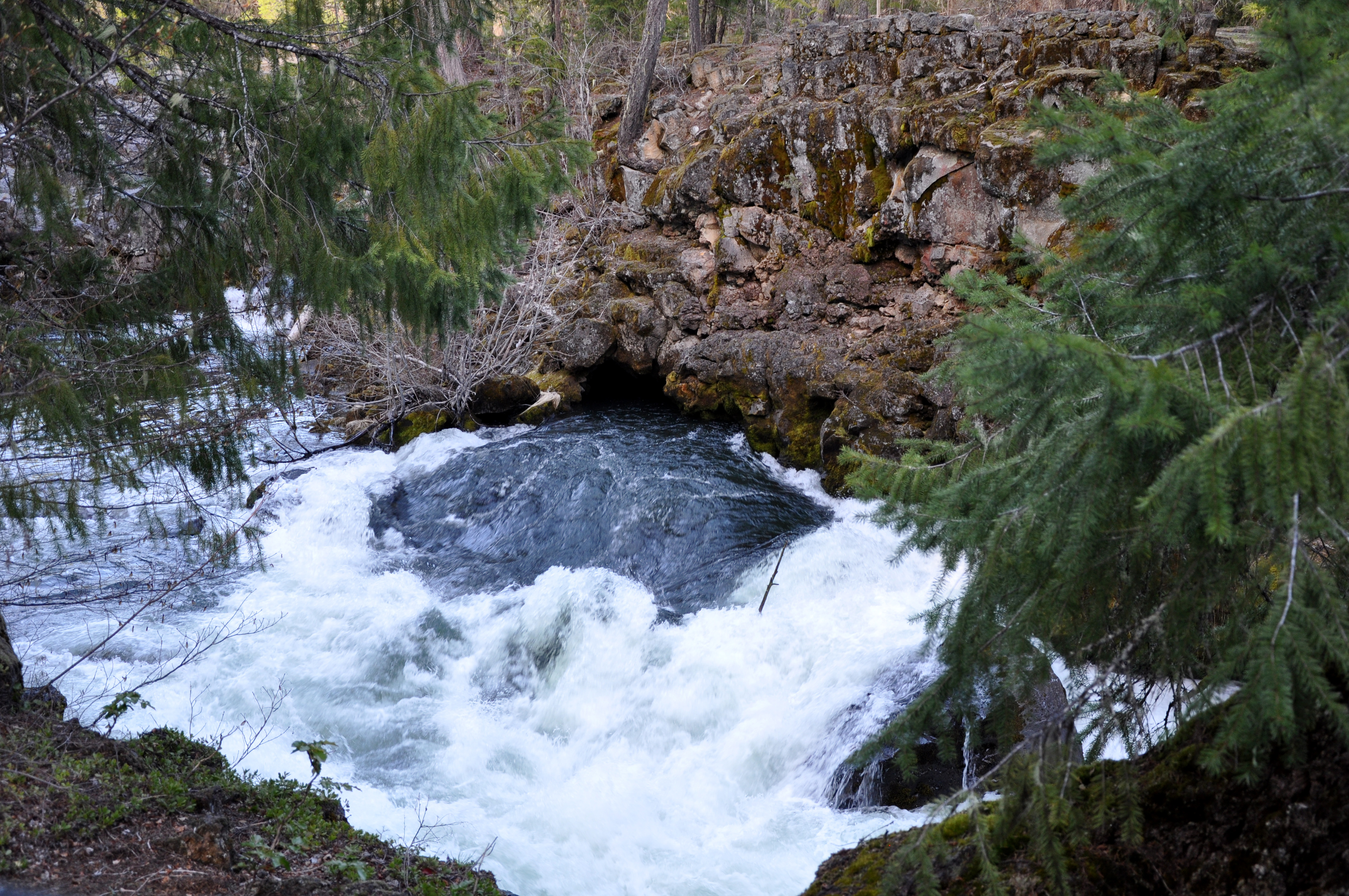
Stevens, vốn là một người có gốc gác Oregon, đã nhắc tới con sông Rouge của tiểu bang này trong "Mystery of Love".

"Mystery of Love" là một ca khúc thuộc thể loại acoustic có thời lượng dài bốn phút và tám giây. Ca khúc được viết ở giọng Sol trưởng, sử dụng nhịp 4
4 với tiết tấu 108 nhịp trên phút. Các nhạc cụ được sử dụng bao gồm đàn dây, đàn mandolin, đàn ghi ta và đàn piano. Ba người đánh giá của North by Northwestern thấy rằng các bài hát của Stevens "thể hiện được sự thân mật" mà qua đó ám chỉ đến những chủ đề về thần thoại của bộ phim. Alex Robert Ross của Noisey viết rằng bài hát có nhịp điệu "tinh tế với những tiếng gảy đàn ghi-ta". Người viết của tờ The Daily Californian, Anagha Komaragiri, mô tả ca khúc là "nhẹ nhàng và bay bổng". Daniel Mergarry, cây viết cho tạp chí Gay Times, gọi "Mystery of Love" là bài hát "giàu hy vọng hơn" trong hai bài hát của Stevens, và David Bauder của Albany Times Union gọi đây là một bản ballad đáng yêu, vô cùng nhẹ nhàng và mềm mại".
Trong bài hát, quãng giọng của Stevens trải dài từ nốt trầm D4 tới nốt cao E5. Guadagnino cho rằng giọng hát của Stevens giống như pha lê và ví nó như giọng ca của một thiên thần. Alex Robert Ross của Noisey để ý rằng anh hát với một chất giọng "nửa thì thầm". Stevens nhận xét rằng việc sáng tác hai bài "Mystery of Love" và "Visions of Gideon" là dễ dàng vì cả hai đều có nội dung về "tình yêu và mất mát", một chủ đề mà anh đã sử dụng làm nền tảng cho việc sáng tác bài hát từ khi còn là một đứa trẻ. Ca khúc mở đầu với việc Stevens thể hiện phần đầu tiên, lời bài hát gồm "Oh, to see without my eyes / The first time that you kissed me". (tạm dịch: Ôi, khi không nhìn bằng đôi mắt của mình/ Vào lần đầu tiên anh hôn em.)  Brandon Tensley của Pacific Standard thấy rằng lời ca của đoạn "The first time that you touched me / Oh, will wonders ever cease?" (tạm dịch: Lần đầu tiên anh chạm vào em / Ôi, những điều kinh ngạc liệu có ngừng lại?) đã mô tả mối quan hệ phức tạp giữa Elio và Oliver. Ở lần lặp lại thứ ba của đoạn điệp khúc, lời bài hát được thay đổi thành  "The last time that you touched me" (tạm dịch: Lần cuối cùng anh chạm vào em) sau khi Stevens hỏi "How much sorrow can I take?" (tạm dịch: Em có thể chịu được bao nhiêu buồn phiền?) ở đoạn trước đó, gợi nhắc đến "cái cách mà sự trống rỗng cứ ngày càng giày vò đã tát thẳng vào niềm hạnh phúc ban đầu [của Elio và Oliver] khi mùa hè qua đi". Theo Ivan Raykoff từ blog OUP của nhà xuất bản Đại học Oxford, bài hát "mô tả sức mạnh giao tiếp vượt trội của xúc giác so với thị giác" cũng như tiềm năng trong việc tìm được cả sự thoải mái lẫn đau đớn trong sự hoài niệm.
Joe Utichi của Deadline Hollywood nhận thấy sự ám chỉ đến tiểu bang Oregon trong "Mystery of Love", điều mà trước đó Stevens đã thử nghiệm với album phòng thu thứ bảy Carrie & Lowell (2015). Stevens đề cập đến Rogue River, tên gọi của một con sông và cũng đồng thời là tên một thị trấn của bang, trong một đoạn của bài hát. Trong một bài phỏng vấn, nam ca sĩ xác nhận khẳng định của Utichi và giải thích rằng "Mystery of Love" được viết ở Oregon khi anh đang trong chuyến lưu diễn cho album của mình. Một số đoạn khác của bài hát lại ám chỉ đến những chú chim, thứ mà Stevens cho là đại diện cho "sự hoàn toàn tự do và siêu việt". Sam Eichner từ UrbanDaddy chú ý đến chủ đề về Kitô giáo trong lời bài hát, nhận xét rằng "Cụ thể là, 'Mystery of Love' có một sự liên kết tự nhiên với tôn giáo, nâng cảm xúc chạm đến thế giới của sự siêu phàm".

## Đánh giá chuyên môn
Michael Phillips của Chicago Tribune đã tán dương "Mystery of Love" và "Visions of Gideon" là "những ca khúc nhạc phim vô cùng mạnh mẽ" và thấy rằng chúng giúp người xem tìm thấy sự đồng cảm trong việc nắm bắt cảm xúc của Elio. Elliot Kronsberg của North by Northwestern thích "Mystery of Love" nhất trong số ba bài hát của Stevens và phát biểu rằng: "Tôi thấy rất hào hứng khi nghe nó và nó cứ luẩn quẩn trong đầu tôi được gần một tuần rồi." Hannah Fleming, người viết cho tạp chí Paste, thấy rằng bài hát "khẳng định chắc chắn Stevens là một người viết sonnet của Shakespeare trong thời hiện đại", trong khi đội ngũ nhân viên của tờ Vanity Fair lại mô tả bài hát là "chân thành". Abby Brone của The Daily Campus khen ngợi khả năng "làm nổi bật sự quyến rũ của bộ phim" của ca khúc. Trong một mục báo của Mint, Sanjor Narayan đã bàn luận về những ca khúc mà cô yêu thích của Stevens và liệt "Mystery of Love" vào danh sách năm bài hát mà độc giả cần nghe. Bill Pearis từ BrooklynVegan chỉ trích bài hát vì "không có gì đột phá" nhưng lại nhận xét giai điệu của nó là "rất vừa ý". Ông so sánh định hướng âm nhạc của bài hát với thể loại mà Stevens thể hiện trong các album phòng thu Seven Swans (2004) và Carrie & Lowell (2015).

## Diễn biến thương mại
Tại Hoa Kỳ, "Mystery of Love" đã có được vị trí trên bảng xếp hạng Hot Rock Songs của Billboard, một bảng xếp hạng theo dõi doanh số tải kỹ thuật số, dữ liệu về streaming cũng như tần suất phát sóng trên các đài phát thanh của các ca khúc nhạc rock ở tất cả các định dạng và từ đó định ra những ca khúc thành công nhất. Trong ấn bản ngày 20 tháng 1 năm 2018, đĩa đơn ra mắt ở vị trí thứ 47, trở thành ca khúc đầu tiên và duy nhất của Stevens xuất hiện trên bảng xếp hạng này. Sau màn trình diễn "Mystery of Love" của anh tại lễ trao giải Oscar 2018, bài hát nhận được 129.000 lượt stream theo yêu cầu, tăng 60 phần trăm so với ngày trước đó khi chỉ nhận được 80.000 lượt phát. Trong số năm ứng cử viên của giải thưởng, "Mystery of Love" là ca khúc có sự tăng trưởng lớn nhất về lượng stream hằng ngày. Trong tuần ngày 17 tháng 3, bài hát đạt vị trí thứ 13, vị trí cao nhất của nó trên bảng xếp hạng này. Bài hát cũng đạt đến vị trí thứ 6 trên bảng xếp hạng thành phần Alternative Digital Songs. "Mystery of Love" cũng xuất hiện trên các bảng xếp hạng âm nhạc của ba quốc gia châu Âu. Bài hát vươn đến vị trí thứ 44 trên bảng xếp hạng SNEP của Pháp, đạt đến vị trí thứ 34 trong danh sách Top 40 đĩa đơn của Hungary và ra mắt ở vị trí thứ 93 trên bảng xếp hạng AFP của Bồ Đào Nha.

## Giải thưởng và đề cử
Một số nhà phê bình âm nhạc ngụ ý rằng Stevens sẽ nhận được đề cử của nhiều giải thưởng cho bài hát này. Larry Fitzmaurice của Vice dự đoán rằng "Mystery of Love" và "Visions of Gideon" đủ sức để nhận được đề cử của Giải Quả cầu vàng. Stacy Lambe của Entertainment Tonight viết rằng họ "nghĩ rằng Stevens là một ứng viên nặng kí ở hạng mục Ca khúc trong phim xuất sắc nhất của giải Oscar". Glenn Whipp của Los Angeles Times cũng đồng tình và gọi việc trở thành ứng cử viên tại các lễ trao giải là một "ván cược tốt". Tại Giải Critics' Choice lần thứ 23, "Mystery of Love" nhận được đề cử ở hạng mục Ca khúc xuất sắc nhất, tuy nhiên đã thất bại trước "Remember Me" của bộ phim hoạt hình Coco năm 2017. Bài hát cũng được đề cử ở hạng mục này tại lễ trao giải của Hiệp hội các nhà phê bình phim Georgia, tuy nhiên giải thưởng cũng thuộc về "Remember Me". Ở hạng mục Ca khúc/ Bản thu âm cho Phim xuất sắc nhất của Giải của Hội những nhà Giám sát Âm nhạc, "Mystery of Love" là một trong số năm đề cử được lựa chọn. Tại Giải Oscar lần thứ 90, cả "Mystery of Love" và "Visions of Gideon" đều trở thành 2 trong số 70 ứng viên trong danh sách đề cử rút gọn của hạng mục Ca khúc trong phim xuất sắc nhất. Cuối cùng, ca khúc đầu tiên được đề cử và trở thành đề cử đầu tiên của Stevens ở hạng mục này. David Bauder của Albany Times Union gọi "Mystery of Love" là "kẻ khác biệt trong số các đề cử, ít nhất là về mặt phong cách". Giải thưởng cuối cùng đã thuộc về "Remember Me" của bộ phim Coco. "Mystery of Love" cũng nhận được đề cử ở hạng mục Ca khúc nhạc phim hay nhất tại Giải Grammy lần thứ 61, qua đó trở thành đề cử giải Grammy đầu tiên của Stevens. Bài hát chiến thắng một giải David di Donatello ở hạng mục Ca khúc trong phim xuất sắc nhất vào tháng 3 năm 2019.

## Quảng bá và video âm nhạc
"Mystery of Love" được sử dụng trong trailer chính thức của Call Me by Your Name và trong cảnh phim mà Elio và Oliver đi leo núi ở Bergamo. Do nhận được đề cử ở hạng mục Ca khúc trong phim xuất sắc nhất của giải Oscar, Stevens được mời đến biểu diễn "Mystery of Love" trong lễ trao giải tổ chức vào ngày 4 tháng 3 năm 2018. Các nhạc sĩ đồng nghiệp của anh gồm Chris Thile, Moses Sumney và St. Vincent đã cùng tham gia biểu diễn. Khi trình diễn, anh mặc một bộ tuxedo được đặt may riêng của Gucci, có màu hồng cùng những đường sọc tím và được in nổi hình những con rồng màu xanh da trời. Stevens nói với những phóng viên trong buổi lễ rằng trước màn biểu diễn này, anh chưa từng mặc tuxedo bao giờ.
Video âm nhạc của "Mystery of Love" được đăng tải trên kênh YouTube của Pitchfork vào ngày 4 tháng 1 năm 2018. Video có sử dụng những cảnh quay trong bộ phim, cũng như một đoạn phim mới được ghi hình tại Bảo tàng Khảo cổ Quốc gia ở Naples. Lauren O'Neill của Noisey khen ngợi video, gọi nó là một bộ sưu tập "những khoảnh khắc có tính biểu tượng nhất trong bộ phim" và khẳng định rằng "toàn bộ sản phẩm chắc chắn [sẽ] khiến bạn tràn ngập cảm xúc". Cô cũng lưu ý rằng video tập trung vào những hình ảnh và biểu tượng chung trong bộ phim, ví dụ như "những quả đào, cảnh bơi lội, [và] cảnh làng quê ở Ý". Jordan Raup của The Film Stage mô tả video là "là một bài ca tươi đẹp của một trong số những bộ phim lãng mạn xuất sắc nhất năm 2017".
Bài hát cũng được sử dụng trong tập phim có tựa đề "What Have They Done?" của loạt phim truyền hình Big Little Lies trên HBO, phát sóng vào ngày 9 tháng 6 năm 2019.

## Danh sách bài và định dạng
| - Đĩa CD quảng bá, tải kỹ thuật số và stream 1. "Mystery of Love" – 4:08 | - Đĩa đơn 10" phát hành vào Ngày Cửa hàng Ghi âm 2018 - A1. "Mystery of Love" – 4:08 - B1. "Visions of Gideon" – 4:07 - B2. "Futile Devices" (Doveman phối lại) – 2:15 |

## Bảng xếp hạng
| Bảng xếp hạng (2018)              | Vị trí cao nhất |
| --------------------------------- | --------------- |
| Pháp (SNEP)                       | 44              |
| Hungary (Single Top 40)           | 34              |
| Bồ Đào Nha (AFP)                  | 93              |
| Scotland (OCC)                    | 67              |
| Anh Quốc Singles Sales (OCC)      | 63              |
| Hoa Kỳ Hot Rock Songs (Billboard) | 13              |

## Chứng nhận
| Quốc gia                                                    | Chứng nhận | Số đơn vị/doanh số chứng nhận |
| ----------------------------------------------------------- | ---------- | ----------------------------- |
| Đan Mạch (IFPI Đan Mạch)                                    | Vàng       | 45.000‡                       |
| Pháp (SNEP)                                                 | Bạch kim   | 200.000‡                      |
| Ý (FIMI)                                                    | Vàng       | 35.000‡                       |
| Ba Lan (ZPAV)                                               | Bạch kim   | 50.000‡                       |
| Tây Ban Nha (PROMUSICAE)                                    | Vàng       | 30.000‡                       |
| Anh Quốc (BPI)                                              | Bạc        | 200.000‡                      |
| Hoa Kỳ (RIAA)                                               | Bạch kim   | 1.000.000‡                    |
| ‡ Chứng nhận dựa theo doanh số tiêu thụ và phát trực tuyến. |            |                               |

## Lịch sử phát hành
| Quốc gia       | Ngày phát hành      | Định dạng              | Nhãn hiệu      | Ng.    |
| -------------- | ------------------- | ---------------------- | -------------- | ------ |
| Nhiều quốc gia | 1 tháng 12 năm 2017 | Tải kỹ thuật số stream | Tự phát hành   | [ 75 ] |
| Hoa Kỳ         | 2017                | Đĩa đơn CD quảng bá    | Sony Classical | [ 65 ] |
| Hoa Kỳ         | 21 tháng 4 năm 2018 | Đĩa vinyl 10"          | Music on Vinyl | [ 76 ] |